# CD 바스코니아
클루브 데포르티보 바스코니아(스페인어: Club Deportivo Basconia)는 스페인 바스크주 비스카이아도의 도시 바사우리를 연고로 하는 프로 축구 클럽이다. 1914년 3월 14일에 설립된 이 클럽은 현재 테르세라 디비시온 RFEF 4조에서 뛰고 있으며, 약 8,500석 규모의 에스타디오 데 로페스 코르타사르 경기장에서 홈 경기를 개최하고 있다. 1997년 클럽은 아틀레틱 빌바오와 파트너십을 맺어 빌바오의 위성 구단 역할을 하게 되었고 사실상 아틀레틱 빌바오의 C팀으로 운영되고 있다.

## 역사
1913년에 설립되어 현지 철강 공장의 이름을 따서 만들어진 바스코니아는 30년 뒤 스페인 축구 리그 시스템의 당시 3부 리그인 테르세라 디비시온에 도달하였다. 클럽은 2부 리그에서 6시즌(1957~63)을 뛰었지만, 이는 1970년대에 새로운 3부 리그 시스템이 도입되기 전이었다.
1997년, 바스코니아는 또 다른 바스크 축구 팀 아틀레틱 빌바오의 위성 구단이 되었으며, 리저브 클럽인 빌바오 아틀레틱이 리그 승격을 하지 못하면 바스코니아도 같이 승격 자격을 얻지 못하게 되었다. 이 협약의 주요 기능은 모 클럽의 긴밀한 지도 하에 동일한 그룹으로 남아있는 동안 도전적인 환경에서 어린 선수들의 발전을 돕는 것이었다. 바스코니아에서 시즌을 보낸 많은 유망주 선수들이 아틀레틱 빌바오에서 프로 선수가 되었고, 라리가와 유럽 대항전에서 뛰는 발판이 되었다. 2020년 1월, 당해 여름에 만료 예정이었던 파트너십이 2023년까지 3년 연장되었다.
바스코니아가 아틀레틱 클럽의 구조에서 매 시즌 스쿼드가 크게 변경된다. 선수들의 약 절반이 빌바오 아틀레틱이나 세군다 디비시온 B에서 뛰는 다른 클럽으로 임대된다. 그들은 아틀레틱 빌바오 후베닐 A에 있는 17세, 18세의 선수들로 대체된다. 그리고 일반적으로 지역의 다노크 바트나 안티구오코같은 청소년 클럽에서 추가 보강이 이루어진다.
아틀레틱 빌바오가 메인 스쿼드나 코치진들을 주로 관리하지만, 바스코니아는 자체 클럽 위원회와 스태프를 보유하고 있으며 바스코니아 B팀을 포함한 여러 유소년 팀을 운영하고 있다. 이 팀들은 지역에 있는 별도의 경기장인 솔로아르테라는 경기장에서 경기를 한다. 때때로 중요 상황에서 바스코니아 1군 스쿼드 선수들을 기용할 때도 있었다. 미켈 리코는 2001년 테르세라 디비시온 경기에서 바스코니아 B팀과 함께 있었다.
2018년 1월 팀이 강등될 위기에 처하자 바스코니아는 타일로르 루반사디오와 같은 경험이 많고 나이가 많은 선수를 영입하는 이례적인 조치를 취했다. 결국 클럽은 강등권과 승점 5점 높은 15위를 달성하였고, 23년동안 리그에 잔류할 수 있게 되었다.

## 우승 기록
- 테르세라 디비시온

● 우승 (1): 1956-57
● 우승 (3): 1984-85, 1997-98, 2002-03
1. ↑  3부 리그
2. ↑  4부 리그

## 선수 명단

### 현역
참고: FIFA 자격 규정에 따라 소속된 국가대표팀 국기를 표시합니다. 선수는 복수의 FIFA 비회원국 국적을 가지고 있을 수 있습니다.
| 번호 | 포지션 | 국적     | 이름               |
| ---- | ------ | -------- | ------------------ |
| 13   | GK     | 콜롬비아 | 케빈 리오스 자파타 |

| 번호 | 포지션 | 국적 | 이름 |
| ---- | ------ | ---- | ---- |

## 역대 감독
| 감독              | 임기        |
| ----------------- | ----------- |
| 하비에르 클레멘테 | 1976 ~ 1978 |
| 호세바 에체베리아 | 2016 ~ 2017 |
| 카를로스 구르페기 | 2021 ~ 2023 |

## 같이 보기
- 아틀레틱 빌바오 (1군 클럽)
- 빌바오 아틀레틱 (B 팀)